# Anna Nahowski
Anna Nahowski, geb. Novak (Wenen, 1860 - aldaar 1931) was van 1875 tot 1888 de maîtresse van de Oostenrijkse keizer Frans Jozef I.
Anna en de keizer leerden elkaar kennen toen beiden aan het wandelen waren in het park bij slot Schönbrunn. "U wandelt er stevig op los", zou de keizer tegen haar gezegd hebben. Vanaf dat moment begon een relatie, die ten dele samenviel met de tweede langdurige buitenechtelijke relatie van de keizer, die met Katharina Schratt.
Anna en haar gezin - ze was getrouwd en woonde vlak bij het slot Schönbrunn - werden schatrijk van de verhouding. De keizer overlaadde haar met kostbare geschenken en gaf het gezin ook zeer stevige financiële ondersteuning.. De keizer, die zeer matineus was, bezocht Anna meestal om een uur of vijf 's ochtends, wanneer hij onopgemerkt naar haar huis kon wandelen. De heer Nahowski zorgde er dan voor het huis te hebben verlaten.
Na het drama van Mayerling kwam er een einde aan de relatie, ook omdat Katharina Schratt een belangrijker positie in het leven van de keizer had gekregen.
Men gaat ervan uit dat Frans Jozef de vader van ten minste twee kinderen van Anna is. De zangeres Helene Nahowski, echtgenote van de componist Alban Berg, was een van hen. De andere, Frank geheten, sneed ter gelegenheid van de honderdste geboortedag van de keizer in 1930 een vinger van zijn hand en legde die op het graf van Frans Jozef. Hij werd vervolgens in een psychiatrische kliniek ondergebracht.
In 1986 werd haar dagboek gepubliceerd.

## Publicatie
- Anna Nahowski und Kaiser Franz Joseph. Aufzeichnungen (1986). Böhlau, Wenen.

## Voetnoten
1. ↑  Brigitte Hamann, Elisabeth. Kaiserin wider Willen. München, 1981, 1997. blz. 487